# Lim Eun-kyung

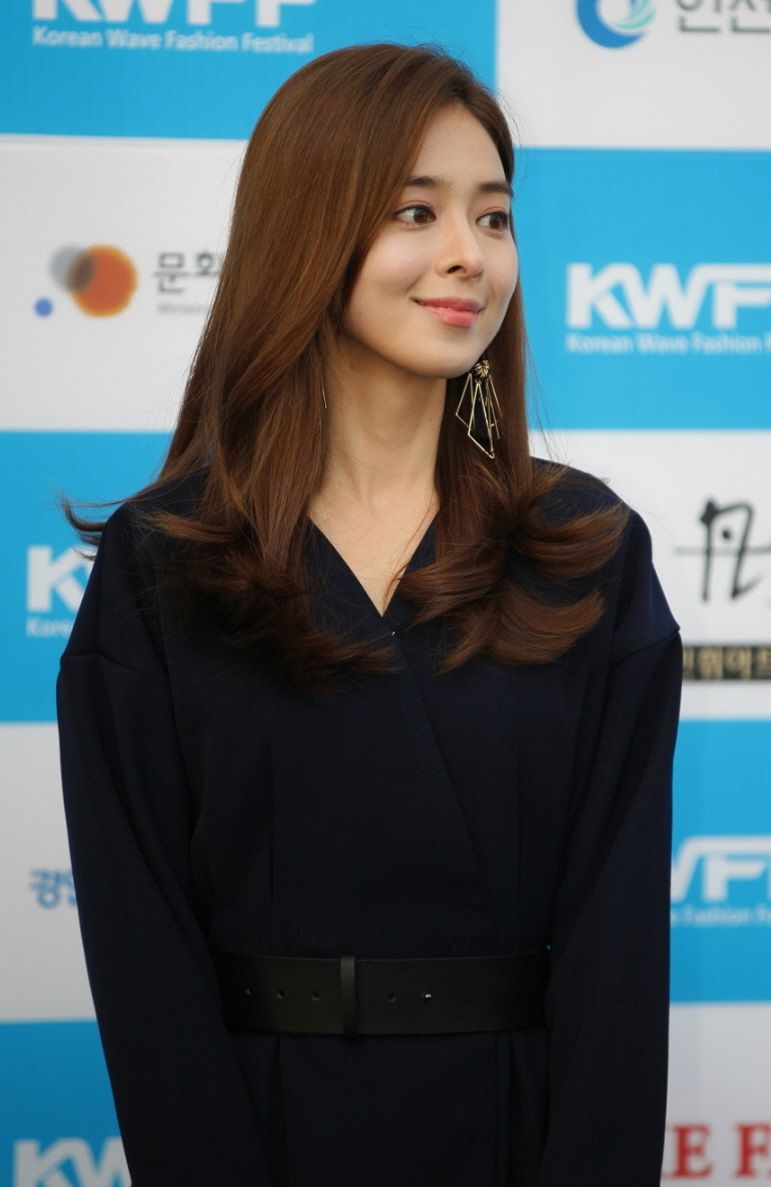
Lim Eun-kyung nel 2015

Lim Eun-kyung (Seul, 7 luglio 1983) è un'attrice e modella sudcoreana.

## Biografia
Nata nel 1983, intraprende la carriera di attrice nel 1999, partecipando a numerose pellicole con il ruolo di protagonista, tra cui Sisilli 2 km (2004), The Doll Master (2004), Yeogosaeng sijipgagi (2005) e Chi-oebeopgwon (2015).